# Étoile de population II

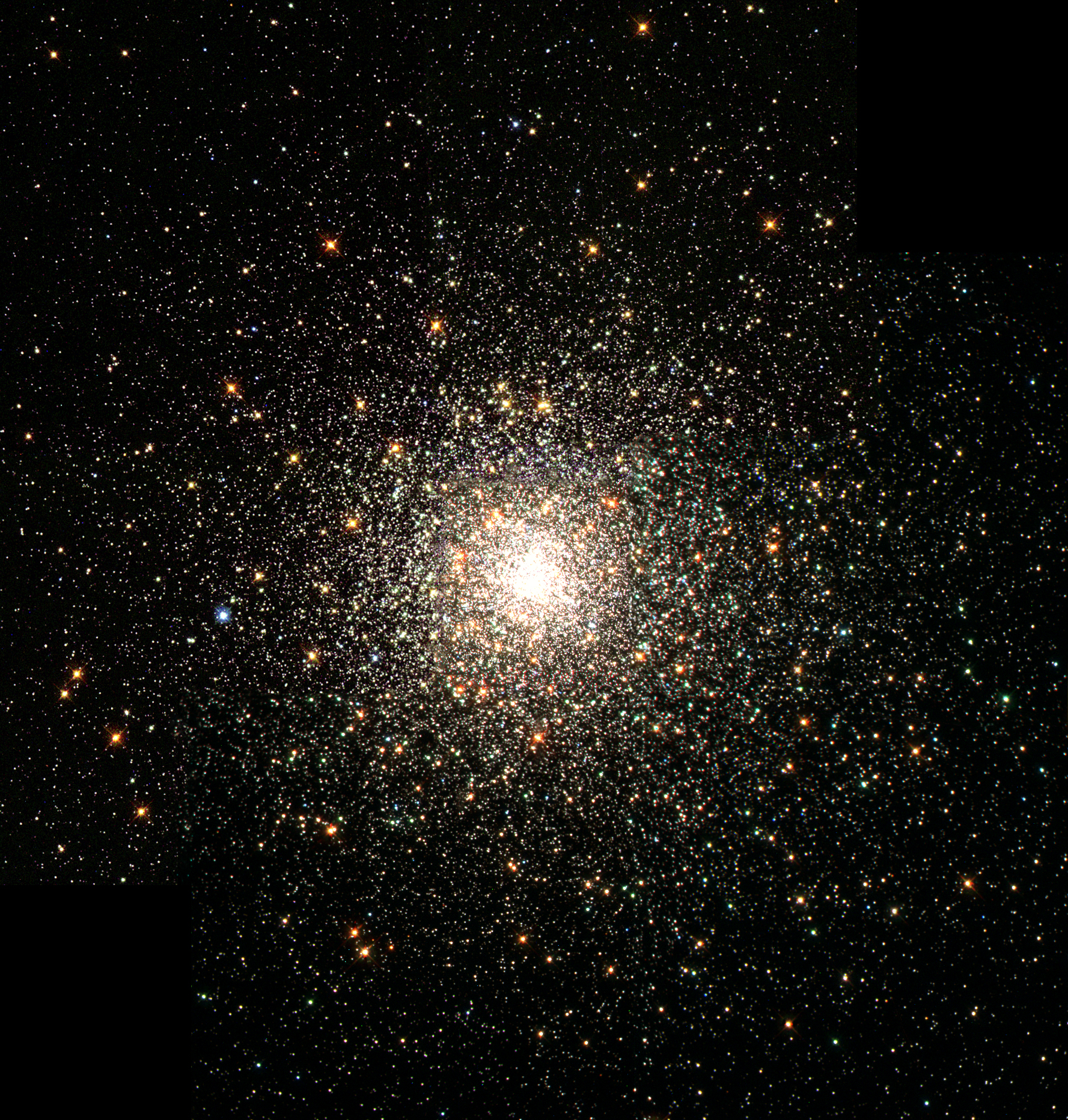
Les amas globulaires sont principalement composés d'étoiles de population II.

Les étoiles de population II sont une classe d'étoiles de la Voie lactée très vieilles, pauvres en métaux et formées avant le disque galactique. Elles appartiennent principalement au halo galactique et leur âge varie d'environ 11 à 13,5 milliards d'années. On en connaît environ une centaine.
Elles se distinguent des étoiles de population I, plus jeunes et plus riches en métaux, et des étoiles de population III, beaucoup plus anciennes et dont aucune n'a été détectée.

## Histoire
La division des étoiles de la galaxie en populations stellaires a été faite par Walter Baade en 1944. Ce dernier a distingué les types I et II en fonction de la largeur des raies spectrales. Les étoiles de population II possèdent ainsi des raies plus fines que celles de la population I. Lors des années 1950, cette dichotomie a été reliée à l'abondance chimique de surface des étoiles.
Les deux types de population se distinguent également par leur environnement gazeux. Les étoiles de type II se trouvent dans des régions sans gaz, ce qui ne permet pas la formation de nouvelles étoiles. C’est ce qui explique l’absence d’étoiles jeunes.

## Caractéristiques

Distribution des populations stellaires de la Voie Lactée (vue par la tranche).

Parmi les étoiles pauvres en métaux on distingue les catégories suivantes :
- Les étoiles simplement pauvres en métaux (MP pour « Metal Poor ») : -2 ≤ [Fe/H] ≤ -1 ;
- Les étoiles très pauvres en métaux (VMP pour « Very Metal Poor ») : -3 ≤ [Fe/H] ≤ -2 ;
- Les étoiles extrêmement pauvres en métaux (EMP pour « Extremely Metal Poor ») : -4 ≤ [Fe/H] ≤ -3 ;
- Les étoiles ultra-pauvres en métaux (UMP pour « Ultra Metal Poor ») : -5 ≤ [Fe/H] ≤ -4 ;
- Les étoiles hyper-pauvres en métaux (HMP pour « Hyper Metal Poor ») : -6 ≤ [Fe/H] ≤ -5.

## Exemples
Parmi les étoiles de population II du halo de notre galaxie les plus connues, citons :
- HE 1327-2326 : métallicité [Fe/H] = -5,6, soit une proportion d'éléments lourds (plus lourds que l'hydrogène et l'hélium) plus de 200 000 fois moindre que dans le Soleil ;
- HE 0107-5240 : métallicité [Fe/H] = -5,3 ;
- HE 1523-0901 : métallicité [Fe/H] = -2,951.